# Lynyrd Skynyrd
A Lynyrd Skynyrd (kiejtése: ˌlɛnərd ˈskɪnərd) amerikai együttes, a southern rock egyik legismertebb képviselője. 1964-ben a floridai Jacksonville-ben alakult The Noble Five néven. Több névváltozás után 1973-ban adták ki első, nagy sikerű albumukat. 1977-ben a zenekar feloszlott, mivel három tagja repülőgép-szerencsétlenségben meghalt. 1979-ben egyszer ismét zenéltek, majd 1987-ben az együttes újjáalakult, és napjainkig is működik.
Az együttes 2006. március 13. dátummal bekerült a Rock and Roll Hall of Fame listájába.

## Története
1964 nyarán három tinédzser, Ronnie Van Zant (ének), Allen Collins (gitár) és Gary Rossington (gitár) alapította az együttest, majd Leon Wilkeson basszusgitáros és Robert Burns dobos csatlakozásával felvették a Noble Five nevet. 1965-től, amikor a basszusgitáros posztra Larry Junstrom csatlakozott, a My Backyard nevet használták. Van Zant 1970-ben határozta el az újabb névváltoztatást, mérlegelték a The Noble Five név visszavételét és a One Percent nevet is. Végül gimnáziumi (Robert E. Lee Highschool) tornatanáruk, Leonard Skinner nevét választották, aki nem igazán szerette a hosszú hajú rockereket. Ekkor még így írták, de Skinnerrel később baráti kapcsolat alakult ki, ezért 1972-ben a nevet a hasonlóan ejtendő Lynyrd Skynyrd írásúra változtatták. Skinner 2010. szeptember 20-án halt meg, 77 éves korában.
Az együttes stílusa a legkorábbi időkben illeszkedett '60-as évek brit zenéjéhez, beleértve a Beatlest, a pszichedelikus rockot játszó Strawberry Alarm Clockot és hasonló zenekarokat. Ezeket ötvözték szülőhelyük és környéke tradicionális zenéivel, tehát a blues (felismerhető Muddy Waters hatása is), country és western elemekkel.
Első kislemezük 1968-ban jelent meg a „Michelle” és a „Need All My Friends” című dalokkal. Az 1970-es évek elején a keményebb blues-rock irányvonal felé mozdultak. A módosulást Larry Junstrom távozása után az új basszusgitáros, Leon Wilkeson, valamint a Strawberry Alarm Clock gitárosa, Ed King csatlakozása is erősítette, ettől kezdve három gitár szólt a számokban.

## A lemezkiadások időszaka
1972 volt a zenekar szerencseéve: Al Kooper zenész, dalszerző és producer fantáziát látott bennük, és felkarolta őket. Ebben az évben a Who Quadrophenia turnéjának előzenekara voltak, ezt hamarosan követte az első album kiadása. Címe mindjárt a név kiejtésének útmutatója is: (pronounced 'lĕh-'nérd 'skin-'nérd). Szerződést kötöttek az MCA Records kiadóval, és  1973. január 1-jén megjelent debütáló anyaguk, ami a Rolling Stone minden idők 500 legjobb albuma listáján a 401. helyezést érte el.
1974-ben a Second Helping (Repeta) újra zajos sikert aratott. Legnagyobb sikerük a „Sweet Home, Alabama” és a „Freebird” című dalok. Az utóbbi ugyanabban az évben EP-n is megjelent, amely a Billboard Hot 100 listán 19. helyezést ért el. Burns 1974-ben kilépett a zenekarból, helyét a dobok mellett Artimus Pyle foglalta el. Ed King is távozott: egy koncertkörút kellős közepén egyszer csak faképnél hagyta a zenekart.
1976. januárjában három háttérénekessel bővült a taglétszám, Leslie Hawkins, Cassie Gaines és JoJo Billingsley csatlakozott. Az 1976-os Gimme Back My Bullets nem érte el a korábbi sikereket, pedig igazán húzós és hangulatos blues-rock hallható rajta, de hiányzott a három gitárra épített hangzásvilág, amit a közönség korábban megszokott. Ezért új gitárost kerestek, és jó néhány nagy név meghallgatása után a saját roadjuk, Steve Gaines, aki az egyik háttérénekes, Cassie Gaines tinédzser korú öccse mellett döntöttek.

## Baleset
1976-ban Collins és Rossington komoly autóbalesetet szenvedett, ezért jó néhány koncertet le kellett mondaniuk.
1977. október 20-án repülőbalesetben a csapat három tagja (Ronnie Van Zant, Steve Gaines és nővére, Cassie Gaines vokalista) életét vesztette,  a többiek pedig súlyosan megsérültek. Ekkor abbahagyták a közös zenélést, a tagok külön próbálkoztak (The Rossington-Collins Band, The Artimus Pyle Band, The Allen Collins Band).
1986. január 29-én az akkor 33 éves Collins autóbalesetet szenvedett jacksonville-i otthona közelében, aminek következtében barátnője Debra Jean Watts életét vesztette, és jómaga mellkasától lefelé végleg megbénult.

## Napjainkban
Az együttes 1987-ben újra összeállt, és Ronnie Van Zant (énekes és dalszerző) öccsével, Johnny-val koncerteztek. Ezután is hűek maradtak southern blues gyökereikhez.
Collins 1989-ben tüdőgyulladást kapott, és 1990. január 23-án halt meg. 2001 júliusában egy jacksonville-i szállodai szobában holtan találták Leon Wilkesont. A basszusgitáros 49 esztendős volt, halálának oka ismeretlen. Ekkor került a zenekarba Ean Evans, aki 2009. május 8-án, 48 évesen rákbetegségben elhunyt. 2015. április 3-án Robert Burns dobos, alapító tag autóbalesetben hunyt el. Gary Rossington, az eredeti együttes utolsó tagja 2023. március 5-én halt meg hosszú betegség után.

## Lemezek

### Stúdióalbumok
- 1973 – (pronounced 'lĕh-'nérd 'skin-'nérd) (MCA) Kétszeres platina
- 1974 – Second Helping (Repeta) (MCA) Kétszeres platina
- 1975 – Nuthin' Fancy (MCA) Platina
- 1976 – Gimme Back My Bullets (MCA) Arany
- 1977 – Street Survivors (MCA) Kétszeres platina
- 1991 – Lynyrd Skynyrd 1991 (Atlantic)
- 1993 – The Last Rebel (Atlantic)
- 1994 – Endangered Species (Capricorn)
- 1997 – Twenty (CMC)
- 1999 – Edge of Forever (CMC)
- 2000 – Christmas Time Again (CMC)
- 2003 – Vicious Cycle (Sanctuary)
- 2009 – God & Guns (Roadrunner Records)
- 2012. május 2. – Last of a Dying Breed (Roadrunner Records)

### MCA Records
- November 1974 – Free Bird (edit of 1973 album version) / Down South Jukin' (demo) (MCA 40328) #19 US
- 1975 – Saturday Night Special / Made in the Shade (MCA 40416) #27 US
- 1976 – Double Trouble / Roll Gypsy Roll (MCA 40532) #80 US
- 1976 – Gimme Back My Bullets / All I Can Do Is Write About It (MCA 40565)
- 1976 – Gimme Three Steps (live) / Travellin' Man (live) (MCA 40647)
- 1976 – Freebird (live) / Searchin' (live) (MCA 40665) #38 US
- 1977 – What's Your Name? / I Know a Little (MCA 40819) #13 US
- 1978 – You Got That Right / Ain't No Good Life (MCA 40888)
- 1978 – Down South Jukin' / Wino (MCA 40957)
- 2006 – Sweet Home Alabama #61 UK
- 2007 – Sammy Del. SWR/ Street Survivors (MCA 40567)